# Manœuvre d'homme à la mer

Signal maritime représentant la lettre O (Oscar) d'après le code international des signaux maritimes et signifiant un homme à la mer.

La manœuvre d'Homme à la mer est une procédure de repêchage utilisée en mer lorsqu’une personne est tombée d'une embarcation. Elle tire son nom de la célèbre expression « Un Homme à la mer ! », criée lors de la chute de l'individu et initiant la manœuvre.

## Différentes méthodes selon la situation
- Vous voyez la personne tomber à la mer et vous la suivez visuellement ;
- Vous voyez la personne tomber à la mer mais perdez le suivi visuel ;
- Une personne est supposée être tombée à l'eau mais personne ne sait où ni quand.

Il est important de comprendre que la personne tombée à l'eau va subir l'effet du courant. En conséquence, suivre la trace inverse de la route fond d'un GPS n'est pas une bonne idée s'il y a du courant. Cette solution est malgré tout intéressante si vous pouvez revenir rapidement sur les lieux. Avec les nouvelles normes GMDSS, les  systèmes de positionnement par satellites (GPS) possèdent tous sur le terminal une touche "MOB" (Man Over Board en anglais) dédiée à l'aide la récupération d'un homme à la mer. Cette touche est à activer au plus vite dès que l'on constate qu'une personne est tombée à l'eau : elle mémorise le point géographique de cet instant et le transforme en Waypoint prioritaire sur toute autre route active en affichant la route à suivre pour revenir à cette position. 
Avec les anciennes versions de GPS, il faudra alors suivre un cap vrai inverse, en tenant compte non seulement du courant subi par le navire mais aussi de sa dérive.

## Manœuvre en battant en arrière
C'est la manœuvre la plus simple. Il s'agit de s'arrêter le plus tôt possible pour récupérer l'homme tombé à la mer. Elle peut s'avérer dangereuse à cause de l'hélice. De plus, sur les navires de fort tonnage, la distance d'arrêt peut être très grande.
Cette manœuvre est à privilégier lorsqu'un navire a peu d'espace pour manœuvrer (chenal, DST fréquenté, fleuve...)
Aux faibles vitesses cette manœuvre peut être la plus rapide et la plus efficace pour récupérer un homme tombé à la mer. Mais elle reste dangereuse à cause de l'hélice et doit être utilisée en connaissance de causes.

## Manœuvre Anderson
Cette manœuvre consiste à effectuer un tour complet pour revenir sur la personne à l'eau. Le sens est déterminé par le principe qui guide le barreur à pousser la barre du côté où est tombée la personne (ce qui évite tout contact avec l'hélice). 
Cette méthode doit être effectuée uniquement si l’officier de quart ou le pointeur (personne qui pointera tout le temps la personne tombée à l'eau) est certain de ne pas perdre de vue l’homme à la mer pendant tout le temps de la giration du navire.
Il s’agit de la manœuvre la plus rapide, puisqu’un seul changement de barre est réalisé afin de d'effectuer un tour complet de 360 degrés. Mais elle requiert une excellente connaissances des qualités manœuvrières du navire ainsi qu'une très bonne maîtrise de sa vitesse, afin de déterminer avec prévision le moment où l’on doit stopper la giration et les machines (ou manœuvrer les voiles), afin de s'arrêter au niveau de la personne sans la dépasser ni avoir à battre en arrière.

## Manœuvre de Boutakov (ou de Williamson)
Manœuvre dont le nom provient de l’amiral Boutakov. Elle est connue chez les Anglo-Saxons sous le nom de Williamson turn. Celle-ci est la plus classique pour revenir dans son sillage lorsqu'un homme est tombé à la mer. Elle permet de garder un contact visuel avec l'homme.
1. Dans un premier temps, il faut mettre de la barre du côté où est tombé l'homme à la mer pour le protéger d'un contact avec l'hélice. Dans la pratique, cette opération n'est utile que sur les grands navires si l'on voit assez tôt la chute, d'une position plutôt située sur l'avant. Dans les autres cas, la victime sera déjà dans le sillage du navire avant qu'on ait pu réagir. Tenter de vouloir lui éviter le passage dans l'hélice ne rajouterait qu'une perturbation supplémentaire pour la personne à la manœuvre. Cette méthode permet également de tenter de récupérer un homme tombé à la mer dans les quelques heures qui précèdent la manœuvre.
2. On amorce alors la manœuvre proprement dite avec un angle de barre typique de 15° pour faire venir le navire à 60° ou 70° du cap initial. Une fois arrivé à ce cap, il faut mettre de la barre à contre (15° de l'autre bord), lorsque vous approchez le cap inverse à 20°, mettre la barre à zéro puis adopter le cap inverse du cap initial. Dans le cas d'un signalement très tardif d'une chute ou d'une suspicion de chute à la mer, le bord d'amorçage du demi-tour n'a aucune importance puisque l'allure machine ne sera pas réduite. S'il s'agit d'une manœuvre de récupération immédiate, il vaut mieux l'amorcer du côté sous le vent et remonter nez dans le vent tout en commençant à réduire l'allure. En effet, la force vélique nous aidera à virer et à ralentir, ce qui n'est pas vrai dans l'autre sens.
3. Une fois sur le cap opposé à l'initial, il convient de se présenter au vent de la personne à récupérer.

C'est la manœuvre qui devrait être privilégiée en mer en l'absence de repère spatio-temporel (nuit, visibilité réduite, stress intense...)

## Manœuvre de Scharnow
La manœuvre de Scharnow est la manœuvre de Boutakov inversée, son avantage est que l’on garde plus longtemps le naufragé en vue.
La manœuvre se déroule ainsi :
1. On donne de la barre  pour faire tourner le navire de 240 degrés.
2. Remettre la barre a zéro et immédiatement de l’autre bord pour faire décrire au navire une évolution dans l’autre direction de 60 degrés.
3. Redresser le gouvernail pour mettre la barre à zéro.